# Cabanisweber

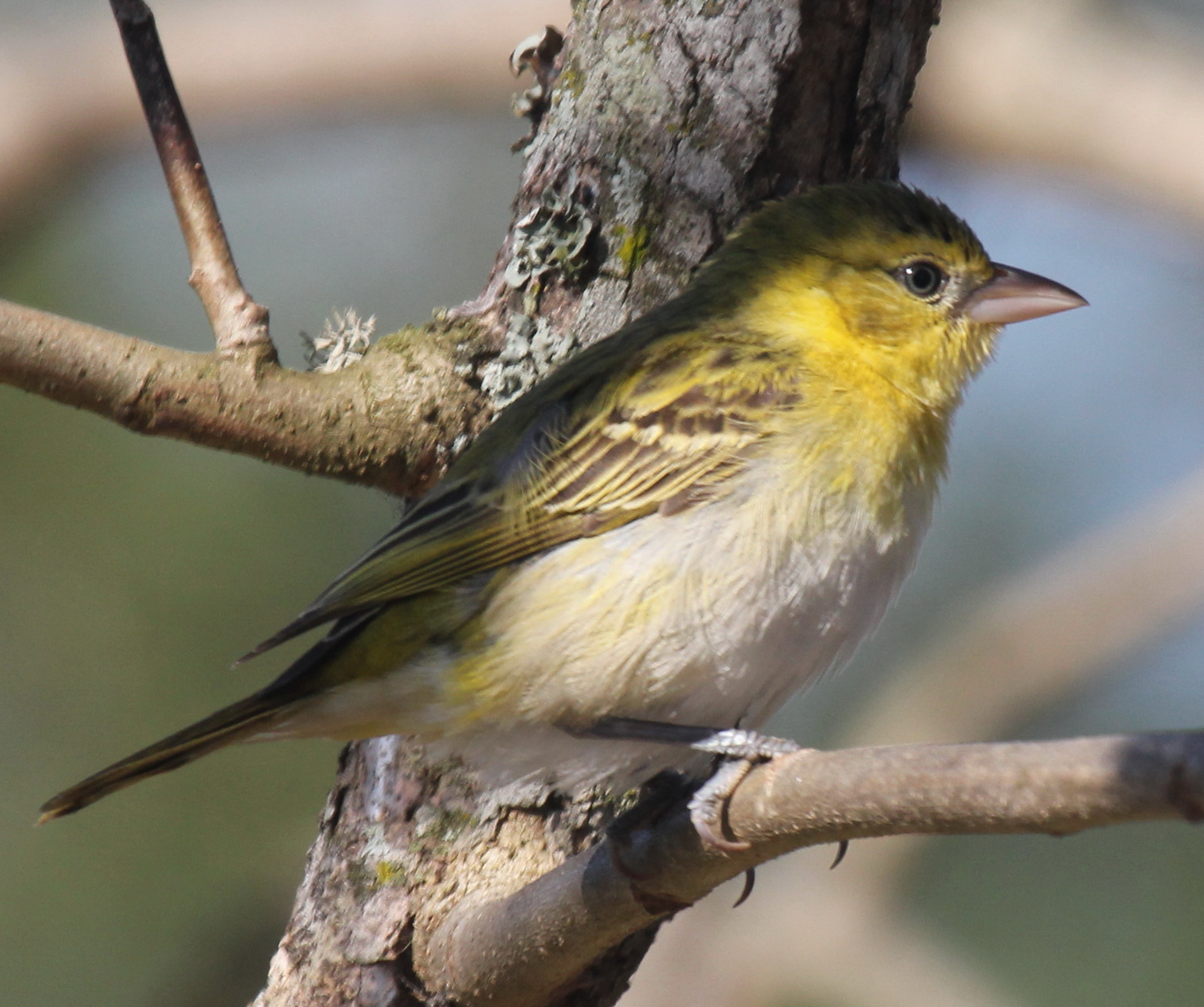
Weibchen

Der Cabanisweber (Ploceus intermedius, Syn.: Loxia intermedius) zählt innerhalb der Familie der Webervögel (Ploceidae) zur Gattung der Ammerweber (Ploceus).
Der lateinische Artzusatz kommt von lateinisch intermedius ‚mittlerer, in der Mitte‘.
Der Vogel kommt in Ostafrika und im Süden Afrikas vor in Angola, Äthiopien, Botswana,  Burundi, Demokratische Republik Kongo, Dschibuti, Kenia, Malawi, Mosambik, Namibia, Ruanda, Sambia, Simbabwe, Somalia, Südafrika, Südsudan, Eswatini, Tansania und Uganda, ferner als eingeführte Art in den Vereinigten Arabischen Emiraten.
Das Verbreitungsgebiet umfasst busch- und baumbestandenes Grasland, bevorzugt in Wassernähe, aber auch an Siedlungen bis 2000 m Höhe.

## Merkmale
Die Art ist 13 cm groß und wiegt zwischen 17 und 27 g. Das Männchen hat im Brutkleid eine cremeweiße Iris im Kontrast zur schwarzen Gesichtsmaske,  die sich über Stirn und Scheitel, Wangen und Ohrdecken ausdehnt und bis zur Kehle reicht. Sie wird kastanienbraun abgegrenzt, die Beine sind blaugrau. Der ähnliche Dotterweber hat kein Schwarz auf der Stirn, hat rote Augen und rosafarbene Beine.
Im Schlichtkleid hat das Männchen wie das Weibchen eine blasse Iris, blaugraue Augen und Gelb über der Brust. Jungvögel haben dunkle Augen.

## Geografische Variation
Es werden folgende Unterarten anerkannt, wobei die letztgenannte vom Handbook of the Birds of the World nicht aufgeführt wird:
- P. i. intermedius Rüppell, 1845, Nominatform – Dschibuti, Äthiopien, Somalia, Südsudan, Uganda, Kenia, Nordosten der Demokratischen Republik Kongo, Ruanda, Burundi und Tansania
- P. i. cabanisii (W.K.H. Peters, 1868) – Südwesten des Kongos, an der Küste von Angola, Südwesten Tansanias, Südosten der Demokratischen Republik Kongo, Sambia, Malawi, Simbabwe, Mosambik, Nordnamibia, Botswana, Südafrika und Eswatini
- P. i. Beattyi Traylor, 1959 – trockene Küste Angolas

## Stimme
Der Gesang des Männchens wird als langgezogenen quirligen Ruf mit eingestreuten Tönen und anderen Elementen „swizzzzzz“ beschrieben. Er unterscheidet sich deutlich von anderen Webervögeln.

## Lebensweise
Die Nahrung besteht hauptsächlich aus Insekten einschließlich Raupen, Heuschrecken, Termiten, aber auch Pflanzensamen, Maulbeeren und Blüten.
Die Brutzeit liegt zwischen Januar und Mai im Kongo, zwischen Oktober und November sowie März und Juli in Ostafrika, in Äthiopien auch im September. Außerhalb der Brutzeit wird das Brutgebiet verlassen.
Cabanisweber sind polygyn, brüten in großen Kolonien, gerne auch zusammen mit Dorfwebern und mitunter Büffelwebern.
Diese Art wird häufig vom Goldkuckuck parasitiert.

## Gefährdungssituation
Der Bestand gilt als nicht gefährdet (Least Concern).